# Michael Gambon
Sir Michael Gambon (n. 19 octombrie 1940, Dublin, Irlanda – d. 27 septembrie 2023, Witham, Anglia, Regatul Unit) a fost un actor englez de origine irlandeză care a jucat în filme, seriale TV și piese de teatru. Filmografia sa conține peste 100 de reprezentări. Gambon a fost înnobilat de către Prințul Charles, cu titlul de cavaler, în anul 1997.

## Scurtă prezentare
Gambon are și un trecut de neegalat pe scena de teatru, unde și-a început cariera cu Edwards/ MacLiammoir Gate Theatre în Dublin. În 1963 intră la National Theatre, la „The Old Vic”, sub conducerea lui Laurence Olivier, unde apare în numeroase producții teatrale. După aceea se alătură teatrului Birmingham Rep, interpretând rolurile principale în Macbeth, Coriolan și Othello.
Printre rolurile jucate în seriale se numără filmul Emma.
Rolurile de teatru de pe West End includ premierele londoneze a trei piese scrise de Alan Ayckbourn: „The Norman Conquests”, „Just Between Ourselves” și „Man Of The Moment”. A mai apărut în „Veterans Day” alături de Jack Lemmon, „Alice’s Boys” și „Unchiul Vania”. La Royal Shakespeare Company, joacă roluri principale în premierele lui Harold Pinter – „Betrayal” și „Mountain Language”, „Close Of Play” de Simon Gray, „Tales From Hollywood” de Christopher Hampton, dar și în seria de filme, adaptate după romanele scriitoarei J.K. Rowling, Harry Potter, în rolul lui Albus Dumbledore.

## Premii obținute
Gambon și-a făcut un renume pe micul ecran cu rolul principal din "The Singing Detective", al lui Dennis Potter, interpretare care i-a adus premii de la BAFTA, Broadcasting Press Guild și The Royal Television.
A jucat teatru în trei piese ale lui Ayckbourn, printre care se număra și “A Chorus Of Disapproval”, pentru care a câștigat un prestigios Premiu Olivier.
Printre alte piese de teatru se numără “A View From The Bridge”, pentru care a câștigat toate premiile prestigioase de teatru din anul 1987, ca și rolurile principale din “The Life Of Galileo” și “Volpone”, cucerind în 1995 Premiul Evening Standard Best Actor.

## Filmografie

### Film

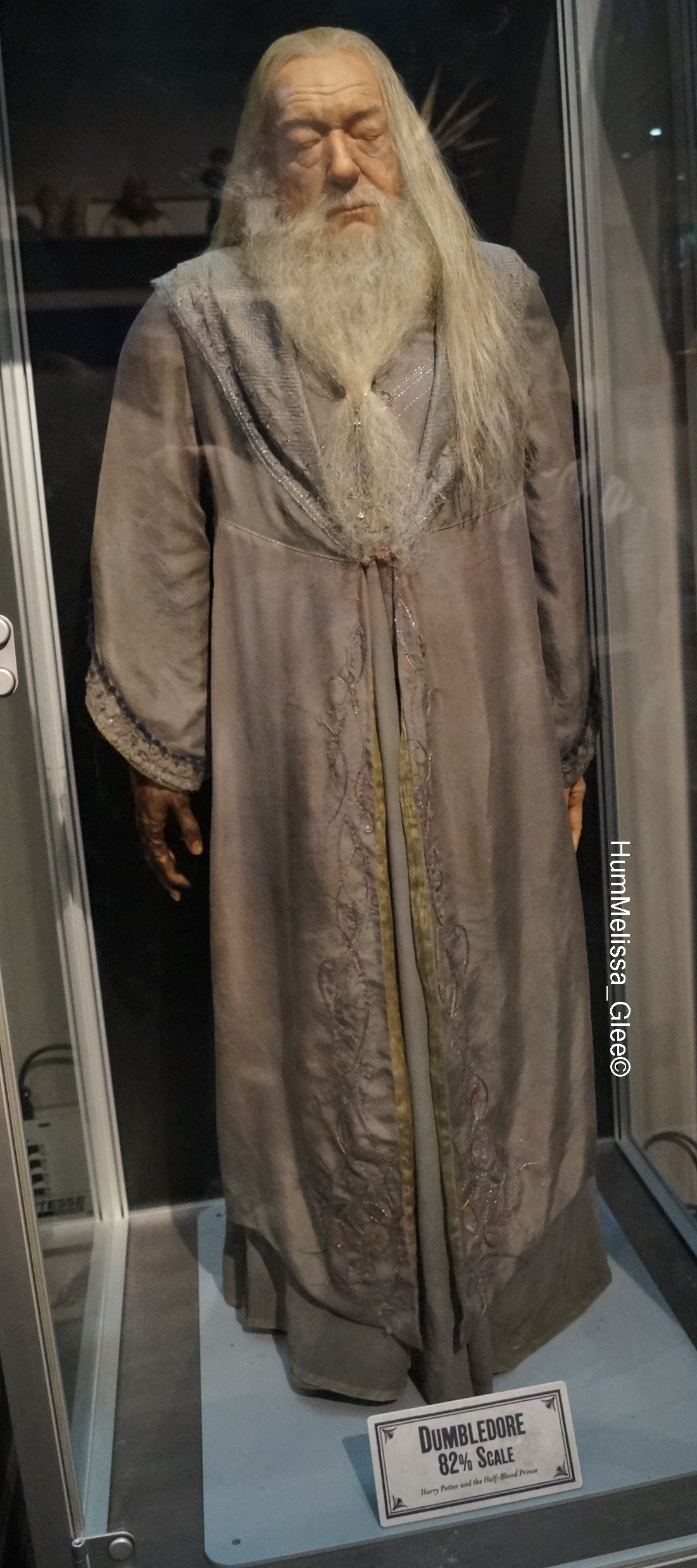
Michael Gambon ca Albus Dumbledore (ceară).

| An   | Titlu                                         | Rol                                | Note                   |
| ---- | --------------------------------------------- | ---------------------------------- | ---------------------- |
| 1965 | Othello                                       | Company                            |                        |
| 1973 | Nothing but the Night                         | Inspector Grant                    |                        |
| 1974 | The Beast Must Die                            | Jan Jarmokowski                    |                        |
| 1985 | Turtle Diary                                  | George Fairbairn                   |                        |
| 1988 | Paris by Night                                | Gerald Paige                       |                        |
| 1988 | Missing Link                                  | Narrator (voice)                   |                        |
| 1989 | The Rachel Papers                             | Doctor Knowd                       |                        |
| 1989 | A Dry White Season                            | Magistrate                         |                        |
| 1989 | The Cook, the Thief, His Wife & Her Lover     | Albert Spica                       |                        |
| 1991 | Mobsters                                      | Salvatore Maranzano                |                        |
| 1992 | Toys                                          | General Leland Zevo                |                        |
| 1994 | A Man of No Importance                        | Ivor J. Garney                     |                        |
| 1994 | Clean Slate                                   | Philip Cornell                     |                        |
| 1994 | Squanto: A Warrior's Tale                     | Sir George                         |                        |
| 1994 | The Browning Version                          | Dr. Frobisher                      |                        |
| 1995 | Bullet to Beijing                             | Alex                               |                        |
| 1995 | Two Deaths                                    | Daniel Pavenic                     |                        |
| 1995 | Nothing Personal                              | Leonard                            |                        |
| 1995 | Midnight in Saint Petersburg                  | Alex                               |                        |
| 1996 | Mary Reilly                                   | Mr. Reilly                         |                        |
| 1996 | The Innocent Sleep                            | Det. Insp. Matheson                |                        |
| 1997 | The Gambler                                   | Fyodor Dostoyevsky                 |                        |
| 1997 | The Wings of the Dove                         | Lionel Croy                        |                        |
| 1998 | Dancing at Lughnasa                           | Father Jack Mundy                  |                        |
| 1998 | Plunkett & Macleane                           | Lord Gibson                        |                        |
| 1999 | A Monkey's Tale                               | Master Martin (voice)              |                        |
| 1999 | Dead on Time                                  | Maurice                            |                        |
| 1999 | The Insider                                   | Thomas Sandefur                    |                        |
| 1999 | The Last September                            | Sir Richard Naylor                 |                        |
| 1999 | Sleepy Hollow                                 | Baltus Van Tassel                  |                        |
| 2001 | Gosford Park                                  | Sir William McCordle               |                        |
| 2001 | Charlotte Gray                                | Levade                             |                        |
| 2001 | High Heels and Low Lifes                      | Kerrigan                           |                        |
| 2001 | Christmas Carol: The Movie                    | Ghost of Christmas Present (voice) |                        |
| 2002 | Ali G Indahouse                               | Prime Minister                     |                        |
| 2003 | Little Wolf's Book of Badness                 | Uncle Bigbad (voice)               |                        |
| 2003 | The Actors                                    | Barreller                          |                        |
| 2003 | Open Range                                    | Denton Baxter                      |                        |
| 2003 | Sylvia                                        | Professor Thomas                   |                        |
| 2003 | Deep Blue                                     | Narrator                           | Documentary film       |
| 2004 | Standing Room Only                            | Larry                              |                        |
| 2004 | Being Julia                                   | Jimmie Langton                     |                        |
| 2004 | Sky Captain and the World of Tomorrow         | Morris Paley                       |                        |
| 2004 | Layer Cake                                    | Eddie Temple                       |                        |
| 2004 | The Life Aquatic with Steve Zissou            | Oseary Drakoulias                  |                        |
| 2004 | Harry Potter and the Prisoner of Azkaban      | Professor Albus Dumbledore         |                        |
| 2005 | Harry Potter and the Goblet of Fire           | Professor Albus Dumbledore         |                        |
| 2005 | Stories of Lost Souls: "Standing Room Only"   | Larry                              |                        |
| 2006 | The Omen                                      | Bugenhagen                         |                        |
| 2006 | The Good Shepherd                             | Dr. Fredericks                     |                        |
| 2006 | John Duffy's Brother                          | Narrator (voice)                   |                        |
| 2006 | Amazing Grace                                 | Charles Fox                        |                        |
| 2007 | The Good Night                                | Alan Weigert                       |                        |
| 2007 | The Baker                                     | Leo                                |                        |
| 2007 | The Alps                                      | Narrator                           | Documentary film       |
| 2007 | Harry Potter and the Order of the Phoenix     | Professor Albus Dumbledore         |                        |
| 2008 | Brideshead Revisited                          | Lord Marchmain                     |                        |
| 2009 | Harry Potter and the Half-Blood Prince        | Professor Albus Dumbledore         |                        |
| 2009 | Fantastic Mr. Fox                             | Franklin Bean (voice)              |                        |
| 2010 | The Book of Eli                               | George                             |                        |
| 2010 | The King's Speech                             | King George V                      |                        |
| 2010 | Harry Potter and the Deathly Hallows – Part 1 | Professor Albus Dumbledore         | Cameo                  |
| 2011 | Harry Potter and the Deathly Hallows – Part 2 | Professor Albus Dumbledore         | Cameo                  |
| 2012 | Quartet                                       | Cedric Livingstone                 |                        |
| 2014 | Unity                                         | Narrator                           | Documentary film       |
| 2014 | Paddington                                    | Uncle Pastuzo (voice)              |                        |
| 2016 | Dad's Army                                    | Private Godfrey                    |                        |
| 2016 | Hail, Caesar!                                 | Narrator (voice)                   |                        |
| 2017 | Viceroy's House                               | General Hastings Ismay             |                        |
| 2017 | Mad to Be Normal                              | Sydney Kotok                       |                        |
| 2017 | Victoria & Abdul                              | Lord Salisbury                     |                        |
| 2017 | Kingsman: The Golden Circle                   | Sir Giles / Arthur                 |                        |
| 2017 | Paddington 2                                  | Uncle Pastuzo (voice)              |                        |
| 2018 | The Last Witness                              | Frank Hamilton                     |                        |
| 2018 | King of Thieves                               | Billy "The Fish" Lincoln           |                        |
| 2018 | The Death & Life of John F. Donovan           | Man in Restaurant Narrator         | Double role voice role |
| 2018 | Johnny English Strikes Again                  | Agent Five                         | Uncredited cameo       |
| 2019 | Judy                                          | Bernard Delfont                    |                        |
| 2019 | Cordelia                                      | Moses                              |                        |

### Televiziune
| An        | Titlu                                      | Rol                     | Note                                                      |
| --------- | ------------------------------------------ | ----------------------- | --------------------------------------------------------- |
| 1967      | Much Ado About Nothing                     | Watchman No. 4          | Television movie, BBC                                     |
| 1967      | Softly, Softly                             | Pete Lucas              | Episode: Appointment in Wyvern                            |
| 1967–1978 | Play of the Month                          | Various characters      | 5 episodes                                                |
| 1968      | Public Eye                                 | Unknown                 | Episode: "Have Mud, Will Throw"                           |
| 1969      | Fraud Squad                                | Rex Lucien              | Episode: "Last Exit to Leichstenstein"                    |
| 1968–1970 | The Borderers                              | Gavin Ker               | 26 episodes                                               |
| 1970      | Confession                                 | Mr. Tennent             | Episode: "People Who Visit Glass Houses"                  |
| 1971      | Eyeless in Gaza                            | Mark Staithes           | 5 episodes                                                |
| 1972      | The Challengers                            | John Killane            | 5 episodes                                                |
| 1972      | The Man Outside                            | Ralph Kenward           | Episode: "Cuculus Canorus"                                |
| 1972      | Softly, Softly: Task Force                 | Cranley                 | Episode: "Welcome to the Club"                            |
| 1972      | Kate                                       | Edward                  | Episode: "A Fact of Life"                                 |
| 1973      | Menace                                     | Ellis                   | Episode: "Judas Goat"                                     |
| 1973      | A Picture of Katherine Mansfield           | Harry                   | Episode "#1.5"                                            |
| 1973      | Special Branch                             | Muller                  | Episode: "Hostage"                                        |
| 1973      | Arthur of the Britons                      | Roland                  | Episode: "The Prisoner"                                   |
| 1973      | Six Days of Justice                        | Mr. Golding             | Episode: "Stranger in Paradise"                           |
| 1973      | ITV Saturday Night Theatre                 | Brother Kevin           | Episode: "Catholics"                                      |
| 1973      | Orson Welles Great Mysteries               | Major Rolfe             | Episode: "An Affair of Honour"                            |
| 1974      | Zodiac                                     | Reuben Keiser           | Episode: "The Cool Aquarian"                              |
| 1974      | Masquerade                                 | Stewart                 | Episode: "May We Come In?"                                |
| 1975      | The Secret Agent                           | Tom Ossipon             | Television Movie, BBC                                     |
| 1976      | Centre Play                                | Edith Harrison          | Episode: "In the Labyrinth"                               |
| 1972–1976 | Play for Today                             | Various characters      | 3 episodes                                                |
| 1977      | ITV Sunday Night Drama                     | Various characters      | 2 episodes                                                |
| 1978      | Premiere                                   | Kenny                   | Episode: "One of These Nights I'm Gonna Get an Early Day" |
| 1977–1979 | The Other One                              | Brian Bryant            | 13 episodes                                               |
| 1979      | Chalk and Cheese                           | Unknown                 | Unknown episodes                                          |
| 1980      | Tales of the Unexpected                    | Andrew                  | Episode: "The Umbrella Man"                               |
| 1982      | ITV Playhouse                              | Unknown                 | Episode: "The Breadwinner"                                |
| 1982      | La ronde                                   | Unknown                 | Television movie, BBC                                     |
| 1985      | Absurd Person Singular                     | Geoffrey Jackson        | Television movie, BBC                                     |
| 1985      | Oscar                                      | Oscar Wilde             | TV miniseries                                             |
| 1985      | Tropical Moon Over Dorking                 | Bill                    | Television movie, BBC                                     |
| 1986      | The Singing Detective                      | Philip Marlowe          | 6 episodes                                                |
| 1987      | Bergerac                                   | Jarvis McLeod           | Episode: "Winner Takes All"                               |
| 1987      | Theatre Night                              | Pastor Manders          | Episode: Ghosts                                           |
| 1988      | Mountain Language                          | Sergeant                | Television Movie, BBC                                     |
| 1989      | The Heat of the Day                        | Harrison                | TV movie                                                  |
| 1989      | The Jim Henson Hour                        | Ultragorgon (voice)     | Episode: Monster Maker                                    |
| 1989      | About Face                                 | Trevor                  | Episode: "Searching for Señor Duende"                     |
| 1990      | Blood Royal: William the Conqueror         | William I               | TV movie                                                  |
| 1991      | The Storyteller: Greek Myths               | The Storyteller         | 4 episodes                                                |
| 1991      | Minder                                     | Tommy Hanbury           | Episode: "Guess Who's Coming to Pinner?"                  |
| 1992–1993 | Maigret                                    | Insp. Maigret           | 12 episodes                                               |
| 1993      | Performance                                | Archie Rice             | Episode: "The Entertainer"                                |
| 1994      | Faith                                      | Peter John Moreton      | TV miniseries                                             |
| 1995      | The Wind in the Willows                    | Badger (voice)          | Television movie                                          |
| 1996      | Expert Witness                             | Presenter / Narrator    |                                                           |
| 1996      | Samson and Delilah                         | King Hanun              | TV miniseries                                             |
| 1999      | Wives and Daughters                        | Squire Hamley           | TV miniseries, BBC                                        |
| 2000      | Longitude                                  | John Harrison           | Television movie, A&E                                     |
| 2000      | Endgame                                    | Hamm                    | Television Movie, BBC                                     |
| 2001      | Perfect Strangers                          | Raymond                 | Miniseries, BBC                                           |
| 2002      | Path to War                                | Lyndon B. Johnson       | Television Movie, HBO                                     |
| 2002      | Top Gear                                   | Guest                   | Series 1: episode 8                                       |
| 2003      | The Lost Prince                            | Edward VII              | TV movie, BBC                                             |
| 2003      | Angels in America                          | Prior Walter Ancestor   | TV Miniseries, HBO                                        |
| 2006      | Top Gear                                   | Guest                   | Series 8: episode 5                                       |
| 2006      | Celebration                                | Lambert                 | TV movie                                                  |
| 2007      | Joe's Palace                               | Elliot Graham           | Television movie, BBC                                     |
| 2007      | Cranford                                   | Mr. Holbrook            | 2 episodes                                                |
| 2009      | Kröd Mändoon and the Flaming Sword of Fire | The Narrator            | Episode: "Wench Trouble"                                  |
| 2009      | Emma                                       | Mr. Woodhouse           | TV miniseries                                             |
| 2010      | Doctor Who                                 | Kazran / Elliot Sardick | Christmas special: "A Christmas Carol"                    |
| 2011      | Comic Relief: Uptown Downstairs Abbey      | Narrator                | Uncredited                                                |
| 2011      | Page Eight                                 | Benedict Baron          | TV movie, PBS                                             |
| 2012      | Luck                                       | Michael "Mike" Smythe   | Miniseries, HBO                                           |
| 2012      | Restless                                   | Baron Mansfield         | Miniseries, PBS                                           |
| 2013      | National Theatre Live: 50 Years On Stage   | Himself                 | Live special; PBS                                         |
| 2013      | Lucan                                      | Older John Burke        | Miniseries, ITV                                           |
| 2014      | Quirke                                     | Judge Garret Griffin    | 3 episodes                                                |
| 2014      | Common                                     | Judge                   | TV movie, BBC                                             |
| 2014      | On Angel Wings                             | Grandfather (voice)     | Short                                                     |
| 2015      | The Casual Vacancy                         | Howard Mollison         | Mini-series, HBO                                          |
| 2016      | Churchill's Secret                         | Winston Churchill       | TV movie, PBS                                             |
| 2016      | The Hollow Crown: Henry VI, Part I         | Mortimer                | Miniseries, BBC                                           |
| 2016      | The Nightmare Worlds of H. G. Wells        | Egbert Elvesham         | Miniseries, Sky Arts                                      |
| 2017      | Fearless                                   | Sir Alastair McKinnon   | Miniseries, ITV                                           |
| 2017      | Little Women                               | Mr. Laurence            | TV miniseries, PBS                                        |
| 2015–2018 | Fortitude                                  | Henry Tyson             | 10 episoade                                               |